# Marroneta de taca blava
La marroneta de taca blava (Satyrium spini) és una espècie de lepidòpter papilionoïdeu de la família dels licènids (Lycaenidae), present als Països Catalans.

## Distribució
Des del sud i centre d'Europa fins a Turquia, Líban, Irak i l'Iran. Es pot trobar per tota la península Ibèrica.

## Hàbitat
Variat: zones herboses i arbusitves, clars de bosc, prats de muntanya... L'eruga s'alimenta de ramnàcies tals com Rhamnus alaternus, Rhamnus lycioides, Rhamnus alpinus, Frangula alnus, etc.

## Període de vol
Una generació a l'any. Els adults volen entre finals de maig i finals de juliol, depenent de la localitat. Hibernació com a ou.

## Espècies ibèriques similars
- Marroneta de l'aranyoner (Satyrium acaciae)
- Marroneta de l'alzina (Satyrium esculi)
- Marroneta del roure (Satyrium ilicis)
- Marroneta de l'aranyoner aranesa (Satyrium pruni)
- Marroneta de l'om (Satyrium w-album)